# Batya Lishanski
 (janvier 2019).
Si vous disposez d'ouvrages ou d'articles de référence ou si vous connaissez des sites web de qualité traitant du thème abordé ici, merci de compléter l'article en donnant les références utiles à sa vérifiabilité et en les liant à la section « Notes et références ».

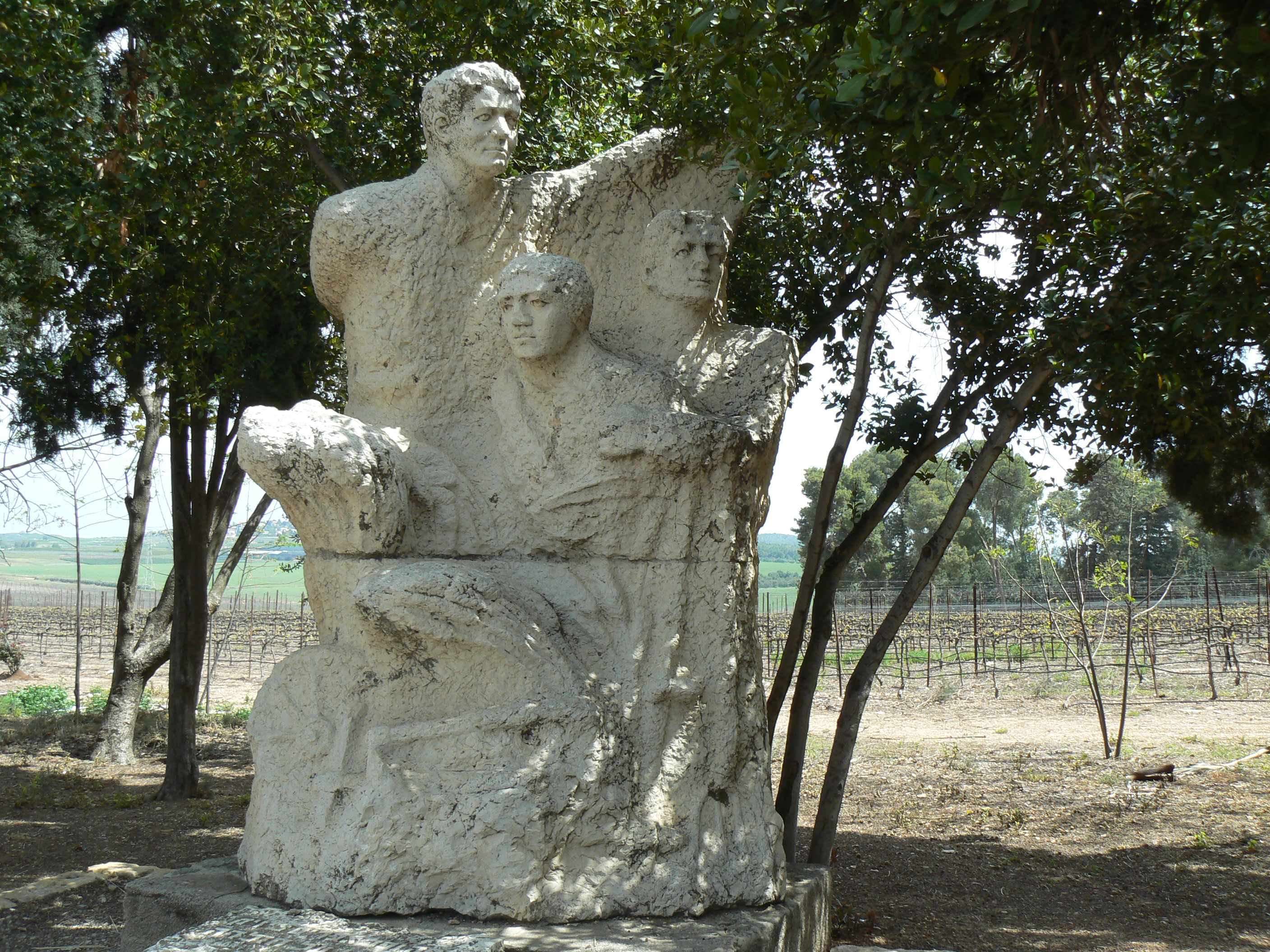
Le monument Travail et défense au kibboutz Houlda, à la mémoire d'Ephraim Czizik, tombé pour la défense de Houlda en 1929, copyright : Drork

Batya Lishanski (בתיה לישנסקי), née en 1899 à Malyn dans l'actuel oblast de Jytomyr en Ukraine, alors dans le gouvernement de Kiev, et morte le 19 avril 1992 à Tel Aviv, est une sculptrice israélienne.

## Biographie
Elle naît en 1899 dans une famille juive à Malyn dans la région de Jytomyr en Ukraine et émigra avec sa mère et ses sœurs en Palestine en 1910. 
Ella avait trois sœurs plus âgées : Sara, Tamar et Golda Rachel. Golda Rachel Lishanski fut connue  comme Rachel Yannayit Ben-Zvi, la femme du second président de l'État d'Israël. Sa sœur aînée, Sara, a été la fondatrice de la première polyclinique de la Caisse d'assurance-maladie Koupat Holim Klalit.
Batya Lishanski fréquenta l'école Hertzliya à Tel-Aviv, où elle apprit la peinture avec Ira Yan, puis poursuivit des études à l'École des beaux-arts de Bezalel à Jérusalem, avec Boris Schatz, Abel Pann et Zeev Rabban, et ensuite à Rome. Contrariée par les événements en Palestine en 1920-1921, elle retourna au pays, adhéra au Bataillon du Travail et devint quelque temps membre du kibboutz Eïn-Harod. Elle quitta de nouveau le pays pour l'étranger, à Berlin et à Paris où elle travailla chez l'artiste Hana Orlov.
Batya Lishanski exposa dans de nombreuses expositions (au Salon des Indépendants à Paris, 1926, au Caire en 1930, au Stedelijk Museum d'Amsterdam  en 1952, au Pavillon Helena Rubinstein pour art contemporaine à Tel Aviv en 1962) et fut à l'origine de différentes stèles commémoratives d'Israël. Ses œuvres sont centrées sur les sentiments de lutte, de défense, d'héroïsme et de douleur. Les plus célèbres de ses sculptures se trouvent au moshav Kfar-Yéhoshoua et dans les kibboutzim Beït-Keshet et Houlda.
Batya Lishanski a été l'auteur de la statue en bronze représentant Yigal Allon, posée à l'entrée du musée de Nof-Guinossar.
Batya Lishanski est morte à Tel Aviv le 19 avril 1992.

## Prix et distinctions
- Prix Israël de sculpture, avec Yehiel Shemi, en 1985
- Prix Dizengoff de la ville de Tel-Aviv, en 1944 et 1957
- Citoyenne d'honneur de la ville de Tel-Aviv, en 1985